# 1900年逝世人物列表
1900年逝世人物列表：1月 - 2月 - 3月 - 4月 - 5月 - 6月 - 7月 - 8月 - 9月 - 10月 - 11月 - 12月
下面是1900年逝世的知名人士列表。

## 1-6月

### 1月5日
- 威廉·哈蒙德，美國軍醫、神經學家和美國陸軍第11任外科醫生（1862-1864年）

### 1月11日
- 詹姆斯·馬蒂諾，英國宗教哲學家[1]

### 1月16日
- S.M.I.亨利，美國傳教士

### 1月20日
- 约翰·拉斯金，英國作家、藝術家和社會評論家

### 1月25日
- 霍恩洛厄-朗根堡的阿德海德，石勒苏益格-荷尔斯泰因公爵夫人

### 1月31日
- 第九代昆斯伯里侯爵約翰·道格拉斯，蘇格蘭貴族、拳擊手

### 2月18日
- 柯林頓·梅里亞姆，美國政治家

### 2月23日
- 威廉·巴特菲爾德，英國建築師

### 3月6日
- 卡爾·貝希斯坦，德國鋼琴製造商[2]
- 戈特利布·戴姆勒，德國發明家，汽車先驅

### 3月7日
- 雷切爾·勞埃德，美國化學家

### 3月10日
- 約翰·彼得·埃米利烏斯·哈特曼，丹麥作曲家

### 3月18日
- Hjalmar Kiærskou，丹麥植物學家

### 3月28日
- 彼特·朱伯特，布爾政治家、軍事指揮官

### 3月29日
- 賽勒斯·霍利迪，堪薩斯州托皮卡的聯合創始人，阿奇森、托皮卡和聖達菲鐵路的第一任總裁

### 4月2日
- 古斯塔夫·阿克希爾姆，瑞典第6任首相

### 4月5日
- 约瑟夫·贝特朗，法國數學家
- 瑪麗亞·路易絲·伊芙，美國作家
- 奥斯曼·努里帕夏，奧斯曼帝國軍事領袖

### 4月7日
- 弗雷德里克·埃德溫·丘奇，美國風景畫家

### 4月12日
- 詹姆斯·理查·科克，美國醫生、順勢療法者和催眠治療師先驅

### 4月17日
- 喬治·庫里，狂野西部強盜（槍殺）

### 4月19日
- 詹姆斯·道森，澳大利亞活動家

### 4月21日
- 維克拉馬吉·希莫吉拉吉，印度統治者

### 4月22日
- 阿梅德-弗朗索瓦·拉米，法國士兵（在戰鬥中陣亡）

### 4月24日
- 第八代阿蓋爾公爵喬治·坎貝爾，英國政治家

### 4月25日
- 歐登堡的亞歷山德拉，歐登堡公爵彼得長女

### 4月30日
- 凱西·瓊斯，美國鐵路工程師

### 5月1日
- 米哈伊·蒙卡奇，匈牙利畫家

### 5月2日
- 塞韋林·莫拉夫斯基，羅馬天主教主教

### 5月9日
- 卡里特·埃特拉，丹麥作家

### 5月18日
- 菲利克斯·拉维松-莫利安，法國哲學家

### 5月28日
- 乔治·格罗夫，英國音樂作家

### 6月2日
- 薩莫里·圖雷，西非帝國建設者

### 6月3日
- 瑪麗·金斯利，英國探險家、作家[3]

### 6月5日
- 史蒂芬·克萊恩，美國作家

### 6月11日
- 貝爾·博伊德，美國同盟間諜、女演員

### 6月19日
- 巴登的約瑟芬
- 路懋德，羅馬天主教傳教士

### 6月20日
- 克林德，德國駐華公使

## 7-12月

### 7月5日
- 亨利·巴納德，美國教育家

### 7月8日
- 亨利·科格斯韋爾，美國慈善家

### 7月9日
- 艾士杰，意大利籍天主教山西主教
- 德奥理，天主教聖人

### 7月24日
- 韩默理，比利时圣母圣心会会士，天主教西南蒙古教区主教。

### 7月25日
- 柯士甸，香港輔政司

### 7月26日
- 尼古拉·克雷蘇萊斯庫，羅馬尼亞兩屆總理

### 7月29日
- 翁貝托一世，義大利國王

### 7月30日
- 阿尔弗雷德，第三任萨克森-科堡-哥达公爵[4]

### 8月1日
- 拉斐爾·莫利納·桑切斯，西班牙鬥牛士

### 8月4日
- 艾蒂安·勒努瓦，比利時工程師

### 8月7日
- 威廉·李卜克内西，德國社會民主黨政治家[5]

### 8月8日
- 埃米爾·斯柯達，捷克工程師和實業家
- 約瑟夫·斯拉維，匈牙利第六任總理

### 8月10日
- 基洛文羅素男爵查理斯·羅素，英格蘭首席大法官

### 8月12日
- 威廉·斯坦尼茨，奧地利出生的國際象棋選手，第一位無可爭議的世界冠軍

### 8月13日
- 弗拉基米爾·索洛維約夫，俄羅斯哲學家和詩人

### 8月15日
- 珍妃，被太監李蓮英、崔玉貴等人投水井溺斃
- 约翰·安德森，蘇格蘭動物學家

### 8月16日
- 何塞·瑪麗亞·德·埃薩·德·奎羅斯，葡萄牙作家

### 8月19日
- 让-巴蒂斯特·阿科莱，比利時小提琴家

### 8月23日
- 黑田清隆，日本政治家，日本第二任首相

### 8月25日
- 弗里德里希·威廉·尼采（Friedrich Nietzsche），德国哲学家
- 黑田清隆，日本第2任首相

### 9月4日
- 查尔斯·哈里森·布莱克利，英國醫生

### 9月5日
- 亞瑟·塞沃爾，美國政治家、實業家

### 9月19日
- 貝爾·阿切爾，美國女演員

### 9月23日
- 威廉·馬什·賴斯，美國慈善家，大學創始人
- 阿尔塞尼奥·马丁内斯·坎波斯，西班牙將軍、革命家和西班牙首相

### 9月29日
- 撒母耳·芬頓·卡里，美國政治家

### 10月1日
- 伯恩哈德，萨克森-魏玛-爱森纳赫大公世子卡爾·奧古斯特的次子

### 10月9日
- 第三代比特侯爵约翰·克赖顿-斯图尔特，英國貴族、工業資本家

### 10月15日
- 兹德涅克·菲比赫，捷克作曲家

### 10月19日
- 羅德里克·卡梅倫，加拿大航運大亨

### 10月22日
- 約翰·謝爾曼，美國政治家

### 10月28日
- 馬克斯·繆勒，德國語言學家、東方學家

### 11月22日
- 阿瑟·萨利文，英國作曲家

### 11月26日
- 梅裡·洛朗，法國藝術家的繆斯女神，模特

### 11月30日
- 奥斯卡·王尔德，愛爾蘭作家[6]

### 12月4日
- 阿奎萊奧·帕拉，哥倫比亞第11任總統

### 12月14日
- 帕迪·瑞恩，愛爾蘭裔美國拳擊手，前世界重量級冠軍

### 12月21日
- 萊昂哈特·馮·布盧門塔爾伯爵，普魯士陸軍元帥

### 12月27日
- 第一代阿姆斯特朗男爵威廉·阿姆斯特朗，英國工程師

## 日期不詳
- 黃貽楫，清朝官員。
- 黃阿祿嫂，台灣清治時期女性企業家